# 金子光晴
金子光晴（かねこ みつはる，1895年12月25日—1975年6月30日）是日本詩人，愛知縣津島市出身。本名金子安和（かねこ やすかず）。弟大鹿卓是詩人、小說家。妻森三千代也是詩人，子森乾是翻譯家。

## 生平
愛知縣海東郡越治村（現津島市）生。曉星中學校卒業。曾入學早稻田大學高等預科文科、東京美術學校日本畫科、慶應義塾大學文學部預科，皆中退。

## 作品
『こがね虫』『鮫』『蛾』『落下傘』『愛情69』『マレー蘭印紀行』等。
- 《絕望的精神史》，寫於1965年，麥田出版2018翻譯到台灣 （页面存档备份，存于）

## 脚注
1. ↑  岩井寛『作家の臨終・墓碑事典』（東京堂出版、1997年）96頁

## 外部連結
- 日本の詩人たちの森 金子光晴集，存于